# UFC on Fox: Gustafsson vs. Johnson
UFC on Fox: Gustafsson vs. Johnson (ou UFC Fight Night: Gustafsson vs. Johnson) foi é um evento de artes marciais mistas promovido pelo Ultimate Fighting Championship, ocorrido em 24 de janeiro de 2015 na Tele2 Arena na cidade de Estocolmo, Suécia.

## Background
O UFC planejava para a luta principal desse evento uma luta entre o sueco Alexander Gustafsson e Rashad Evans, mas Evans não estaria curado de sua lesão no joelho a tempo de lutar. Após a ação civil contra Anthony Johnson por suspeitas de violência doméstica ser arquivada, ele então foi selecionado para enfrentar Gustafsson.
O evento contaria com a luta entre Matt Brown e Tarec Saffiedine, mas foi adiada para o evento em Broomfield.
Yan Cabral era esperado para enfrentar Mairbek Taisumov no evento, no entanto, uma lesão o tirou da luta e ele foi substituído pelo estreante no UFC Anthony Christodoulou.

## Bônus da Noite
Os lutadores receberam $50.000 de bônus
- Luta da Noite: Não houve lutas premiadas.
- Performance da Noite:  Anthony Johnson,  Gegard Mousasi,  Kenny Robertson e  Makwan Amirkhani